# Jonas Harrow
Jonas Harrow est un personnage créé par Marvel Comics. Il est apparu pour la première fois dans Amazing Spider-Man #114, en 1972.

## Origines
Le Docteur Jonas Harrow est un chirurgien qui fut banni du corps médical pour ses expériences illégales. Il rencontra un jour un gangster gravement blessé et lui sauva la vie, en lui greffant une plaque de métal sur le crâne. Ce gangster n'était autre que Hammerhead.
Il aida ainsi plusieurs criminels à obtenir des pouvoirs et les observa discrètement affronter des héros comme Spider-Man, voyant les combats comme des défis. Parmi eux, on compte Megawatt, le Laser Vivant ou encore le Feu-follet.
Obsédé par le Tisseur, il manipula aussi les émotions de Jonah J. Jameson. Finalement capturé, il fut emprisonné sur l'île de Ryker's, où il s'allia avec la Gargouille Grise pour devenir l'un des pontes de l'univers carcéral.
Plus tard, Harrow fut engagé par la Roxxon Oil Company pour créer des soldats robotiques. Il fit chanter le Feu-follet pour l'aider, mais fut battu par Ben Reilly. Il échappa de peu à la capture et commença à faire fortune en vendant des produits illicites sur le marché noir. Souffrant de troubles cardiaques, il fut finalement appréhendé par Iron Fist.

### Dark Reign
Jonas Harrow fut engagé par The Hood au sein de son syndicat criminel. Mais en l'absence de ce dernier, Harrow tenta de prendre le contrôle de certaines opérations, et il attaqua les Vengeurs par le biais d'autres super-vilains, comme les Démolisseurs et Chemistro.
Mais son plan échoua. Lors d'une rencontre entre Norman Osborn et le gang de The Hood, ce dernier abattit le docteur d'une balle en pleine tête.

## Pouvoirs
- Harrow n'avait pas de super-pouvoirs.
- C'était un chirurgien et un génie reconnu dans le domaine de la génétique, de la cybernétique et de la mécanique.
- Harrow souffrait de troubles cardiaques et survivait grâce à des médicaments.